# Rotary Club

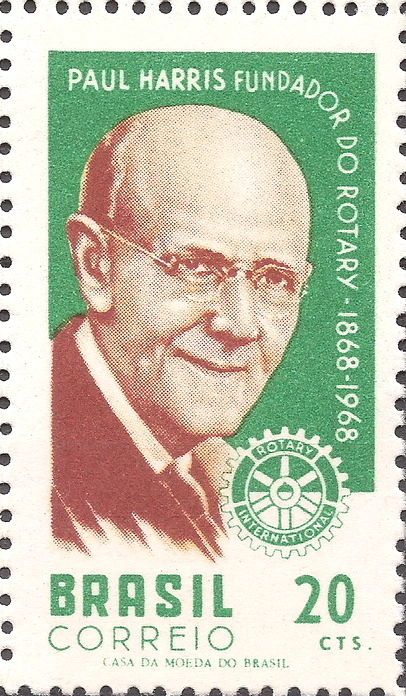
Az alapító Paul Harris, születése centenáriumán brazil bélyegen

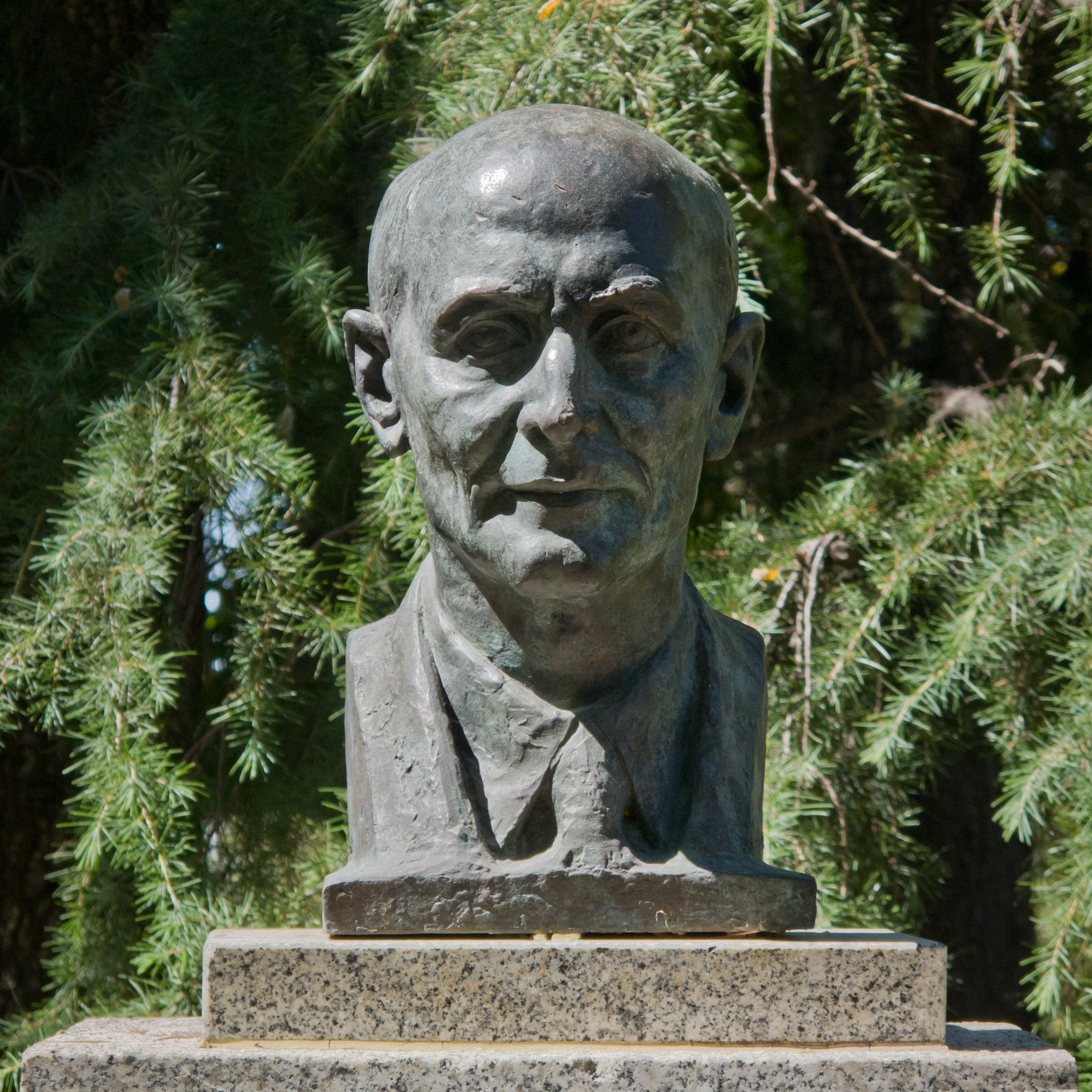
Paul Harris, a Rotary Club alapítójának madridi mellszobra

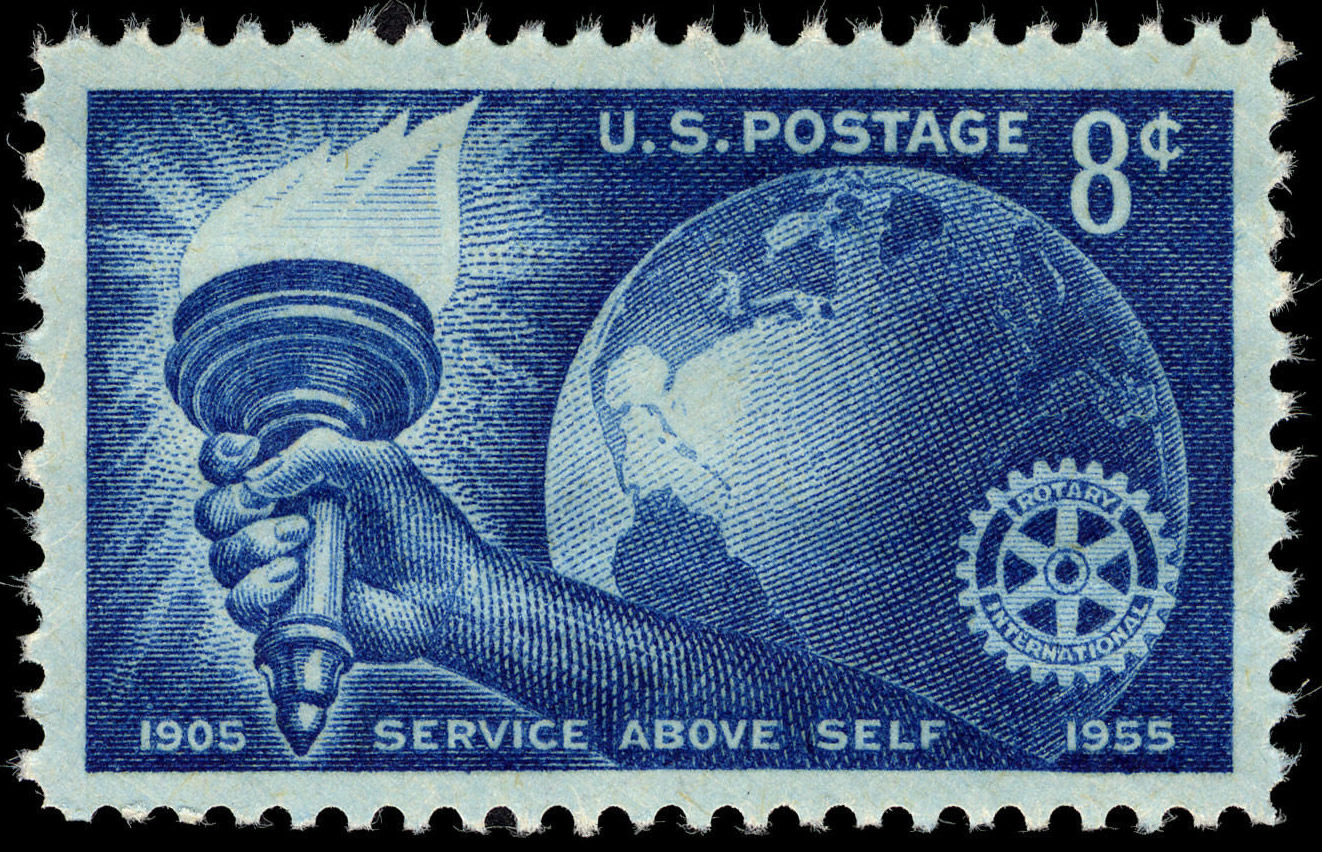
A Rotary Club 1905-ös alapítása 50. évfordulójának USA bélyege

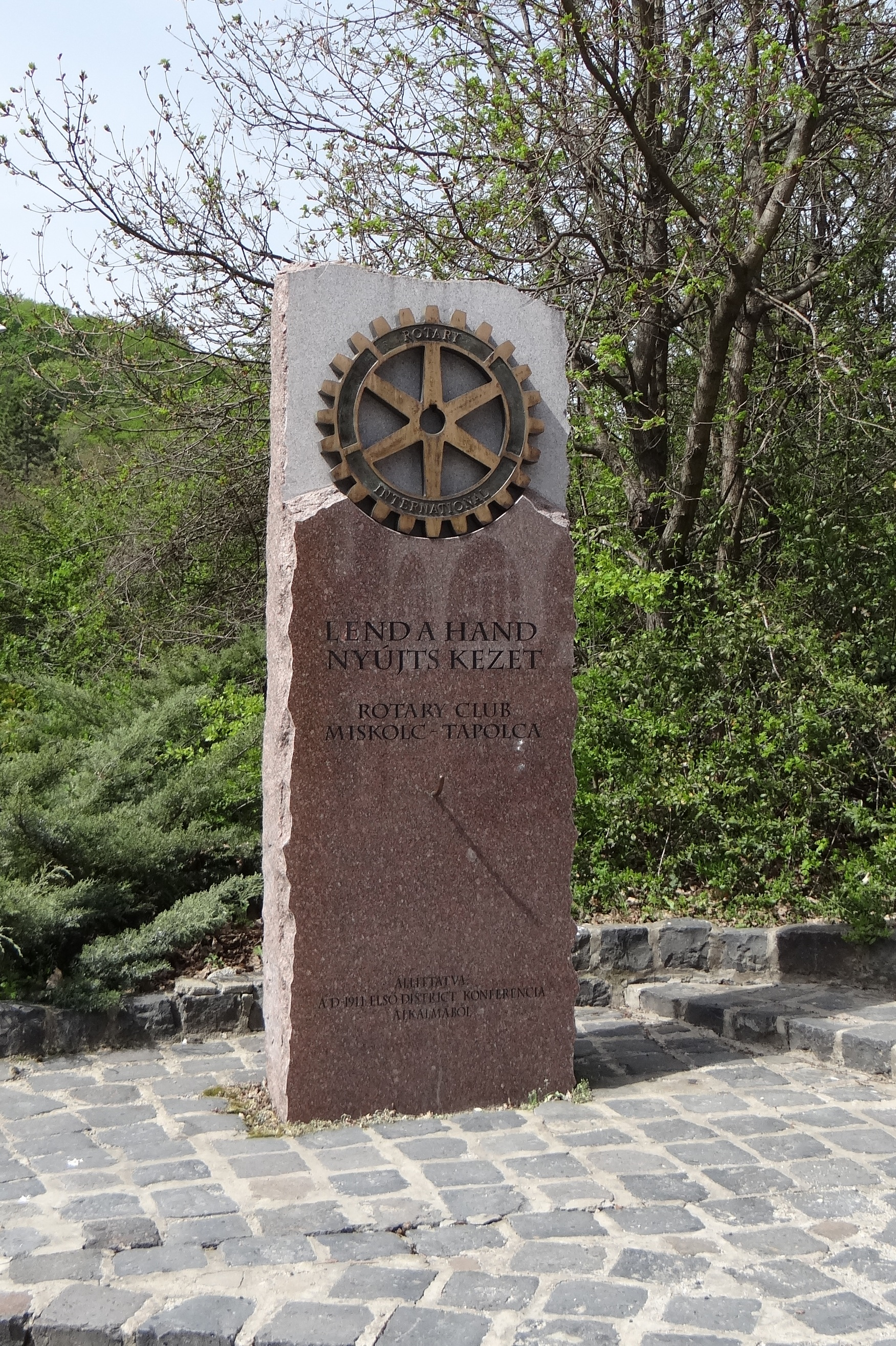
A Rotary Club jelképe Miskolctapolcán

A Rotary International olyan világszervezet, amelyben különböző foglalkozású emberek készek vállalni a humanitárius szolgálatot. Szakmai és magánéletükben magas etikai alapelveket követnek. Arra törekednek, hogy a világban terjedjen a megértés és a jó szándék.
Ezeket az ideálokat ápolják a rotarysok a Rotary Klubokban, baráti összejöveteleiken.
Az egyes rotarysok ezeket az ideálokat képviselik, és ezek szerint az ideálok szerint élnek.
A Rotary tevékenysége a sajtó és a közvélemény teljes nyilvánossága mellett zajlik. A szervezet minden ember számára nyitott, függetlenül bőrszíntől, hittől és vallástól, nemtől és politikai nézetektől. Teljes mértékben mentes a politikától, nem támogat politikai pártokat, irányzatokat, és nem fogad el tőlük semmiféle támogatást.
A Rotary a világ legnagyobb tekintélyű civil szervezete, jelentős szerepet játszott az Egyesült Nemzetek Szervezete 1945. október 24-i megalakításánál, ahol jelenleg is tanácskozási jogú állandó képviselete van. Minden év novemberében Rotary-napot tartanak az ENSZ New York-i székházában. Az egész napos programon 1 000-nél is több Rotary-tag szokott részt venni.

## Célja
A Rotary célmeghatározása: a barátság ápolásán keresztül alkalmat találva hasznosnak lenni mások számára. A Rotary célja az önzetlen segítőkészség, a cselekvő humanizmus a mindennapi életben („Service Above Self“).
A Rotary ezt a célt a következő módokon igyekszik elérni:
1. a barátság ápolásával, amely alkalmat ad hasznosnak bizonyulni mások számára,
2. a magán- és hivatásbeli életben a magas etikai alapelvek, valamint minden, a közösség számára hasznos tevékenység értékeinek elismerése által,
3. valamennyi rotarys felelősségteljes magán-, hivatásbeli és nyilvános tevékenységének támogatásával,
4. a jó szándék ápolásával, amely a népek közötti megértést és békét szolgálja olyan tevékeny emberek világközössége által, akiket a segítőkészség ideálja egyesít.

## Története
Egy fiatal ügyvéd, Paul Harris 28 éves korában nyitott ügyvédi irodát Chicagóban. Tevékenysége hamar sikeressé vált, mivel gondosan ügyelt a lelkiismeretes, végletesen tisztességes munkára.
Sohasem zárkózott be a hivatásába. Részt vett a helyi sajtóklub, a kereskedelmi kör és egy sor más civil (polgári) egyesület tevékenységében. Feltűnt neki az egyének magánossága, a szolidaritás hiánya, a dzsungel törvényeinek uralma és a morális érzék számára megengedhetetlen csökkenése.
Ekkor határozta el, hogy egy olyan klubot szervez, amely a barátság kötelékével fogja össze azokat az üzletembereket és szabadfoglalkozású egyéneket, és amelyben megtestesítheti az üzleti morálra vonatkozó ideáljait.
A Rotary alapítójának kiindulópontja tipikusan amerikai. Eszméit azonban más kultúrákon felnőtt emberek is magukévá tehetik, mivel az a törekvése, hogy közelebb hozza az embereket egymáshoz.
Paul Harris olyan civil társadalom létrehozását tűzte ki céljául, amelyben az emberek készek a feladat- és felelősségvállalásra. 
1905. február 23-án Paul Harris három kliensével és egyben barátjával, egy szénnagykereskedővel (Silvester Schiele), egy szabóval (Hiram Shorey) és egy bányamérnökkel (Gustavus Loehr) elhatározta, hogy hetente találkoznak, felváltva egymás irodáiban, azaz rotálva (innen a Rotary név). Célul tűzték ki, hogy fejlesszék baráti kapcsolataikat, kölcsönösen segítsék egymást, és hivatali tevékenységük során szolgálatokat nyújtsanak egymásnak, kötelezve magukat arra, hogy szigorúan hűek maradnak a lojális kereskedelmi etikához.
Végül az ötödik taggal, a nyomdász Harry Rugglesszel megalakították a Rotary Club of Chicagót. Az év végére tagságuk hasonló elveket valló egyénekkel bővült 30-ra, a régi tagok ajánlásával. A befogadást úgy korlátozták, hogy egy klubba két azonos foglalkozású nem kerülhet, hogy elkerüljék az üzleti vetélkedést (konkurenciát).
1910-ben a Rotary nemzetközivé vált, mivel Kanadában megalakult az RC Winnipeg és az RC Manitoba. 1911-ben már Európában is létrejött három Rotary Klub, mégpedig Írországban és Nagy-Britanniában. Ekkor Paul Harrist a Nemzetközi Szövetség elnökévé választották.
1916-ban a klubok világszerte egyre növekvő népszerűségének következtében a Rotary a különböző régiókban létrehozta a körzetekből álló rendszert. A szervezet valóban globálissá vált, áthatolva nemzeti határokon, faji, nyelvi és vallási korlátokon. 1921-re mind a hat kontinensen, Európától kezdve Dél- és Közép-Amerikán, Ausztrálián és Afrikán át Ázsiáig alakultak Rotary Klubok. 1922-ben létjogosultságot nyert a Rotary International név.
1925-re már 200-ra nőtt a klubok száma több mint 20 000 taggal. A szervezet megkülönböztetett tiszteletét emelték államelnökök, miniszterelnökök és más, olyan kiemelkedő személyiségek, mint a finn zeneszerző, Jan Sibelius, Albert Schweitzer, a Nobel-békedíjas humanista orvos, orgonaművész, filozófus és hittérítő, vagy az irodalmi Nobel-díjas német íróóriás, Thomas Mann.
A Rotary eszmeisége hihetetlen gyorsasággal terjedt a világban. Mára egy óriási világszervezet lett: a Rotary International több mint 200 országban, 1 220 000 taggal, 538 körzetben 34 500 klubot egyesít.
Ma is gyakran idézik az alapító, Paul Harris gondolatát: „A barátság az a szikla, amelyre a Rotary épül, és a tolerancia az az elem, ami a Rotaryt összetartja”.

## A négy kérdés próba
A Rotaryban az emberek közötti kapcsolatokban a magas etikai alapelvek alkalmazásának és betartásának bevált mércéje a négy kérdés próba:
1. Igaz-e?
2. Tisztességes-e minden érintett számára?
3. Elősegíti-e a barátságot és jóakaratot?
4. Javát szolgálja-e minden érintettnek?

A négy kérdés próbát a Rotary Club Chicago tagja, Herbert J. Taylor alkotta meg 1932-ben, aki 1954/1955-ben a Rotary International elnöke is volt. A nagy gazdasági válság mélypontjának idején Taylor felvállalta, hogy megóv egy céget a csődtől, és ekkor dolgozta ki azon etikai irányelveket, amelyeket valamennyi üzleti ügyben követni kell. A cég sikeres megmentése utóbb hitelesítette ezt az egyszerű filozófiát. 
1942-ben Richard Vernor, a Rotary Club Chicago tagja – akkor a Rotary International igazgatója és később kincstárnoka – javasolta, hogy a Rotary egésze vegye át a négy kérdés próbát, amit 1943-ban a Rotary International igazgatótanácsa jóvá is hagyott. Azóta is alapvető szabály maradt, amely megszabja a rotarysok etikus viselkedését. A négy kérdés próbát több tucat nyelvre lefordították, és világszerte hirdetik.
A másik, szintén rotarysok által kidolgozott eszköz, amely elősegíti az etikus magatartás gyakorlását a munkahelyeken és az élet más területein, az a rotarysok etikai kódexe, szakmai-üzleti nyilatkozata. Ezt a nyilatkozatot 1989-ben fogadta el a Törvényhozó Tanács a Rotary által képviselt magas erkölcsi normák pontosabb meghatározására. A négy kérdés próbájával együtt jól alkalmazható keretet kínál valamennyi rotarys számára az etikus magatartáshoz az üzleti és szakmai tevékenység során:
1. A hivatásodat egy újabb lehetőségnek tekintsd, hogy szolgálj.
2. Légy hű a hivatásod etikai kódexének betűjéhez és szelleméhez, a hazád törvényeihez és a közösséged erkölcsi normáihoz.
3. Tégy meg minden tőled telhetőt a választott hivatásod tisztelete és etikai normáinak hirdetése érdekében.
4. Légy tisztességes a munkáltatóddal, a munkavállalóiddal, a munkatársaiddal, a versenytársaiddal, az ügyfeleiddel, a nyilvánossággal és mindazokkal szemben, akikkel üzleti vagy szakmai kapcsolatban vagy.
5. Légy tudatában minden olyan foglalkozás becsületének és tiszteletének, amelyek hasznosak a társadalom számára.
6. Hasznosítsd a szakmai tehetséged, biztosíts lehetőséget a fiatalok számára, tevékenykedj mások javára, és javítsd a közösséged életminőségét.
7. Őszintén becsületes legyen minden nyilvános üzleti és szakmai megnyilvánulásod.
8. Soha nem kérhet és nem részesülhet rotarys különleges előnyben másokkal szemben az üzleti vagy szakmai kapcsolatokban.

Az alapítók céljai 5 elvben kerültek összefoglalásra – ez a szolgálat öt útja:
- a klubszolgálat, ami építi a barátságot
- a szakmai szolgálat vagy hivatásszolgálat, amely kötelez a feddhetetlen szakmai életre,
- a közösségi szolgálat, a rászorultak és hátrányos helyzetűek megsegítése,
- a nemzetközi szolgálat, ami által toleranciára törekednek, és békítő, békemegtartó munkát végeznek a nemzetek között,
- az új nemzedékek szolgálat a fiatalok és fiatal felnőttek által elért eredményeket ismeri el a közösségi és nemzetközi szolgálatban, amelyek elősegítik a békét és a kultúrák közötti megértést.

Ha ezekből bármelyik elv hiányzik, már nem beszélhetünk Rotaryról, mivel egyesével az alapelvek számos módon más szervezetekben is jelen vannak, így együtt azonban csak a Rotaryban. A Rotary az öt alapelv által definiált érték-közösség, és csak az öt szolgálat együttesen teszi a Rotaryt azzá ami, aminek lennie kell.
A Rotary Alapítvány (The Rotary Foundation) a Rotary kinyújtott, segítő keze az elesettek, a rászorulók felé. Oroszlánrésze van a szolgálat öt útja közül a közösségi szolgálat gyakorlásában, a rászorultak és hátrányos helyzetűek megsegítésében. 
Atlantában az 1917. évi Rotary International Éves Kongresszuson (RI Convention) Arch C. Klumph, az 1916/1917. évi RI-elnök javasolta egy alapítvány létrehozását „abból a célból, hogy cselekedjük a jót a világban”.
A Rotary Club Kansas City adta az első hozzájárulást 26,50 $ összegben. Miután 1928-ban az alapítványi alap meghaladta az 5 000 $-t, átnevezték The Rotary Foundationnek.
Az alapítvány 1929-ben adta az első támogatást 500 $ összegben a Nyomorék Gyermekek Nemzetközi Szövetségének, ahogyan kérte Paul P. Harris, a Rotary alapítója.
Röviddel Paul Harris 1947-ben bekövetkezett halála előtt az RI Igazgatóság engedélyezett egy kampányt a Foundation javára a 2 millió dollár elérésére. Paul Harris halála után ömleni kezdtek a hozzájárulások, és az adakozás meghajtó ereje a reá való emlékezés lett. A halála után 16 hónappal a rotarysok 1 317 194 $-t adakoztak a Paul Harris Emlékalap javára. A pénz egy részét továbbították az első 18 Rotary Foundation ösztöndíjasnak felsőfokú tanulmányokra, a mai Követi Ösztöndíj (Ambassadorial Scholarships) elődjeinek.
A The Rotarian folyóirat 1957. májusi számában bejelentették, hogy aki 1 000 dollárt vagy ennél többet adományozott az alapítvány javára, az Paul Harris Fellow-kitüntetést kap. Az egymilliomodik Paul Harris Fellow-t 2007-ben ünnepelte az alapítvány – valamennyi Rotary Zónából egy-egy, összesen 34 személy kitüntetésével. A Paul Harris Fellow kitüntetettjei között említésre méltók Jimmy Carter, az Egyesült Államok korábbi elnöke, Borisz Jelcin orosz elnök, Javier Pérez de Cuéllar ENSZ-főtitkár, James Lovell amerikai űrhajós és Jonas Salk, az első, gyermekbénulás elleni vakcina kifejlesztője. Valamennyiüknél az adományaikat honorálták ezzel.
A csoportos cseretanulmányút (GSE – Group Study Exchange) program, amely 1965-ben indult, több mint 11 000 férfi és női csapat részére adott ösztöndíjat üzleti és professzionális karrierjük kezdeti stádiumában arra, hogy külföldre utazzanak, és megosszák szakmai információikat más országokban élő, megfelelő szakmabeli kollégáikkal. A csoporttagok 4-6 hetet töltöttek a vendéglátó ország intézményeinek gazdasági és kulturális életének tanulmányozásával, megfigyelve, hogyan gyakorolják a hivatásukat külföldön. Évente több mint 500 csere jött létre a társult Rotary-körzetek között, előmozdítva a program végső célját: a nemzetközi megértést és jóakaratot. A GSE-t néhány éve felváltotta Szakmai Gyakorlat Csoport (VTT – Vocational Trainig Team), a fiatal szakemberek szakmai csoportjainak kölcsönös cseréje.
Szintén 1965-66-ban kezdődött a Matching Grantsnek nevezett támogatások nyújtása a nemzetközi szociális projektek támogatására. Erre több mint 430 millió dollárt ítéltek meg.
Az első, az „Egészség, Éhezés és Humanitárius Támogatás” („Health, Hunger and Humanity Grant”) keretében támogatott projekt hatmillió gyermek immunizálása volt gyermekbénulás ellen a Fülöp-szigeteken. 1979-ben James L. Bomar RI-elnök adta be az első csepp vakcinát, évtizedekre meghatározva ezzel a Rotary elkötelezettségét a gyermekbénulás (polio) felszámolására.
A Rotary 1987-88-ban tartotta első békefórumát az alapítvány béketeremtő és konfliktuskezelő programjának bevezetéseként. A Béke és Konfliktuskezelés Nemzetközi Rotary Tudományos Központja 2002-ben nyílt meg. Azóta több mint 600 ösztöndíjas végzett tanulmányokat itt.
Fontos megjegyezni, hogy a Rotary Alapítvány kizárólag a támogatók és a Rotary Klubok tagjainak önkéntes hozzájárulásaiból jut támogatáshoz. Az alapítvány ezen befolyt összegekből támogatja a klubok szociális projektjeit.
A Rotary-klubtagok az alapítvány egészségjavítási, oktatástámogatási és a szegénység enyhítését szolgáló programjain keresztül jobban megismerkedhetnek a világ problémáival, elősegíthetik a nemzetközi jóakaratot, és szolgálhatják a békét, a kultúrák közötti megértést.

## Nemzetközi Diákcsere Program
A Rotary egyik legnépszerűbb programja a Nemzetközi Diákcsere Program. Az 1920-as évek óta a Rotary International számos programot dolgozott ki, amelynek célja az, hogy kiterjesszék a Rotary-szolgálatot, és lehetőséget nyújtsanak a fiataloknak arra, hogy szolgálják és előmozdítsák a nemzetek közötti jóakaratot. A Rotary ifjúsági cserék informálisan 1929-ben kezdődtek, és hivatalos RI-programmá 1974-ben váltak. Azóta évente mintegy 7 000 diák utazott külföldre a világ minden tájáról az Ifjúsági Csere-program felügyelete alatt, megszállva az önkéntes rotarys vendéglátó családoknál. A cserék bármely két olyan ország között létrejöhetnek, amelyekben aktívak a Rotary Klubok.
A csereprogramok közül a legismertebb a Rotary Youth Exchange Long-Term Program, ami kifejezetten középiskolásoknak szól, és amiben egy évet töltenek a diákok egy másik ország családjainál. Minden klub maga dönti el, hogy melyik jelentkezőt támogatja abban, hogy részt vegyen egy ilyen programban. Előny a nyelvtudás és a kulturáltság, hiszen egy-egy diák nemcsak önmagát, hanem klubját és országát is képviseli külföldön.
A kiválasztott és gondosan felkészített, 15-17 éves, középiskolai tanulmányaikat még be nem fejezett fiatalok utazhatnak a Rotary Nemzetközi Diákcserében részt vevő országokba egy tanévre (Long Term Exchange Program – LTP), illetve kisebb számban 1-3 hónapra (Short Term Exchange Program – STEP).
A Rotary Nemzetközi Diákcsere Program nem nyelviskola, nem is utazási iroda. Mivel a program célja nem az egyéni előremenetel elősegítése, hanem eltérő kultúrájú, többnyire távoli országok megismerése, ezért a célországot minden esetben a helyi Rotary Nemzetközi Diákcsere Iroda határozza meg.
Fontos ifjúsági program még az európai, illetve néhány azon kívüli Rotary Klub nyári, kéthetes tábora (Camp), amelyre kölcsönösségi alapon hívják és küldik egymás diákjait.
A diákcsere a gyermekek teljes biztonsága érdekében a Rotary International rendkívül szigorú szabályai és előírásai szerint történik. A szervezet felügyeli ezeket a programokat, és szükség esetén segít a problémák megoldásában.

## A Rotary Magyarországon

### Megalakulása
A 20-as évek elején az első világháború utáni rettenetes időszakot élte át Magyarország, amikor kilátástalan volt a jövő, és nagyon fájóak a háború és a békeszerződés sebei. Ekkor jött egy új világszervezet, egy olyan eszmerendszer, amely hirdette a népek közötti barátságot és megértést. A magyar értelmiség egy része ebben látta a segítséget, hogy mint magyar rotarysok, jóakaratú és megértő barátokat szerezzenek a magyarságnak. A Rotary eszméje diadalútra indult Magyarországon is.
A magyarok valahogy mindig vonzódtak az újhoz, és van valami különös képességük, hogy a kevésbé ismertben is felfedezzék a benne rejlő jót és emberséget. Mi más magyarázná, hogy alig 20 évvel Paul Harris gondolatainak kiteljesedése után, 1925-ben Magyarországon is megalakult az első Rotary Klub.
Magyarországon a Rotaryról először 1921-ben jelentek meg a hírek. Akkor Edinburgh-ban volt az RI Konvenció (RI Éves Kongresszus), amelyről a Daily Telegraph nagyon részletes ismertetőt írt. Ezt a lapot olvasta a magyar Sidó Zoltán, aki rögtön levelet írt az akkori világelnöknek, mert többet akart tudni a Rotaryról, mint ami az újságban volt. A világelnök és a főtitkár is készségesen válaszoltak. A levelezés rendszeressé vált, és egy állandó kapcsolat alakult ki az angol Rotary és a leendő magyar Rotary között. A levélváltások során felhatalmazták Sidó Zoltánt, aki akkor a Kereskedelmi Kamara és a Magyar Gyáriparosok Szövetsége kereteiben dolgozott, hogy kezdje meg egy Rotary Klub szervezését Budapesten.
Az előkészítő munkák gyorsan haladtak, és egy idő után olyan fokot értek el, hogy a Rotary International központja Közép-Európába küldte speciális megbízottját. A megbízott 1924. április 1-jén érkezett Budapestre, ahol az USA akkori nagykövetének, Theodore Brentano segítségével megismerkedhetett neves magyar személyiségekkel, kormánytisztviselőkkel. Ugyanígy történt ebben az évben Prágában és Bécsben is. 
Az alapító ünnepség 1925. október 30-án volt Budapesten, ekkor alakult meg az a mag, a Rotary Club Budapest, amelyből a magyar Rotary kialakult. Vidéken először az egyetemi városok körül alakultak ki a klubok, ezek szervezését a budapesti klubra bízták. Az első három klub Pécsett, Debrecenben és Szegeden volt. 1935-ben 255 rotarys volt Magyarországon, ebből 101 Budapesten, 38 Szegeden, 27 Pécsett és 27 Debrecenben, ehhez jött Hódmezővásárhely 29, Miskolc 16, valamint Orosháza 17 fővel.
1931-ben jelent meg Budapesten az a könyv, amelyben a magyar rotarysok bemutatták Magyarországot, az ország gazdasági, kulturális és turisztikai értékeit a világ rotarysainak, ugyanis ebben az évben Bécsben volt a 26. Konvenció. Erre az alkalomra nemcsak a magyar rotarysok, hanem a Rotary International is készült: 1930 végén kiadták a Central European Times különszámát, amelyet a Konvencióra készülve 1930 decemberéig a világon minden rotarys megkapott. A 96 oldalas különszám részletesen foglalkozott a régió országaival. A magyar részt Hegedűs Lóránt akkori pénzügyminiszter írta, a Budapestre vonatkozó részt pedig Ripke Ferenc akkori főpolgármester.
Magyarország 1934-ben már ideiglenes körzet (Provisional körzet) volt. Ebből az évből megmaradt a magyarországi Rotary Klubok tagnévsora: a 400 név között számos közéleti személyiség, híres művész és tudós nevét megtaláljuk, közöttük a leghíresebb Szent-Györgyi Albert Nobel-díjas tudósunk. 1935-ben megalakult a 82. számú önálló magyar körzet, kormányzója Entz Béla, az RC Pécs tagja lett.
A magyarországi Rotarynak a háború előtt volt egy évkönyve, a címe „Magyar Rotary” volt, 1941-ből ismert egy példánya, amely a magyar Rotary utolsó aktív éve lehetett. Ekkor a magyar körzeti kormányzó Koós Zoltán, az RC Budapest tagja, a Magyar Földhitel Intézet vezérigazgatója volt.
A zürichi Európai Rotary Iroda dokumentumainak áttanulmányozása alapján 1941-től nem volt kimutatható Rotary-tevékenység Magyarországon. Ez ismert volt, csak az oka nem, mert hivatalosan csak 1944-ben oszlatták fel belügyminiszteri rendelettel Magyarországon a Rotary Klubokat.
Kérdés: mi történt 1941 és 1944 között? A zürichi archívumban két, Magyarországra vonatkozó határozatot sikerült találni. Az egyik így szólt: a 82-es körzeti tényállás a Tanácskozó Testület 1939. júliusi ülésén megállapodott abban, hogy Magyarországon a működés ellehetetlenülése miatt már csak 3 Rotary Klub tevékenykedik, ezért a 82. körzet kormányzójának tevékenységét 1939/40-ben limitálni kell olyan módon, hogy csak a fontos és szükséges dolgokat végezze el, tartsa fenn a kapcsolatot a körzetben levő klubokkal, és a Tanácskozó Testületet informálja a titkárságon keresztül. Csökkentették a tagdíjat, ami 1940-ben fejenként 1,5 dollár volt.
Az 1940. májusi ülésén a Tanácskozó Testület megállapította, hogy a 82. körzet klubjainak a státusza az előző évhez képest változatlan maradt, a korlátozó rendelkezések ezért 1940/41-ben is megmaradnak. A következő jegyzőkönyvi pont már súlyosabb, mert a kormányzó lemondásával, a Rotary Internationalhöz tartozó klubok megszűnésével és törléssel foglalkozik. 
A magyar kormányzó értesítést kapott, hogy 1941 második felében a szegedi klub is beszüntette tevékenységét, a budapesti klub pedig bejelentette, hogy 1942. december 31-ig beszünteti tevékenységét. A kormányzó bejelentette lemondását, mivel Magyarországon a Rotary Klubok leálltak a tevékenységükkel. Ennek nyomán az a határozat született, hogy a Rotary International 1942. június 30-i hatállyal megszünteti a 82. körzet (Magyarország) Rotary Klubjainak a tagságát a Rotary International keretein belül, és felkérte a titkárságot, hogy szerezze vissza, és érvénytelenítse azokat az alapító okmányokat (Chartereket), amelyeket a megszüntetett körzet klubjainak adtak ki. Egyidejűleg érvénytelenítették a 82. körzetszámot is.
A háború előtt tehát a magyar Rotary Klubok jogilag még működhettek volna 1944-ig, de a feltételek ellehetetlenülése miatt tevékenységüket saját elhatározásból szüntették meg 1941/1942-ben.

### Újraalakulása
A Rotary-eszmék egyik totalitárius rendszernek sem tetszettek, így a magyar Rotary kénytelen volt a második  világháború után is Csipkerózsika álmát aludni. Egészen 1987-ig, amikor az érdeklődők egyre nagyobb számban gyülekeztek Dr. Dán Jenő és barátai köré. Elhatározták, hogy osztrák segítséggel megújítják a magyar Rotaryt. Közben az állami vezetés is észlelte az akaratot, és jó szándékú segítők lehetővé tették a Budapest Klub újraalapítását.
A magyar Rotary újraalakításában jelentős szerepet játszottak az osztrák rotarysok. Ausztriában, az akkori 191-es körzet klublétszáma 1980/81-ben elérte a 64 Klubot, ezért két részre osztották. Felső-Ausztria, Salzburg, Tirol és Vorarlberg tartományokból alakult a 192-es körzet, Bécs, Alsó-Ausztria, Steierország, Karinthia és Burgenland tartományokból pedig a 191-es körzet. 
A Rotary International 1990/91-ben „különleges fejlesztési területté” (Special Extension Area) nyilvánította a korábbi kelet-európai szovjet csatlósállamokat. A 192-es körzet új száma 1920 lett, és az osztrák rotarysok feladatul kapták a Rotary újjászervezését Csehországban és Szlovákiában. A Cseh Köztársaság és a Szlovák Köztársaság területén 1999. június 26-án alakult meg - kiválva az 1920-as körzetből - a 2240-es számú körzet. 
A 191-es körzet új száma 1910 lett, és rotarysainak feladata volt a Rotary újjászervezése Magyarországon és a jugoszláv utódállamokban.
Az osztrák rotarysok közül ki kell emelni Ernst Kurt Mayer (RC Klosterneuburg) és Helmut Bitt (RC Weinviertel-Marchfeld) nevét, akik személyesen és klubjaik aktivizálásával elévülhetetlen érdemeket szereztek a magyar Rotary feltámasztásában. Rajtuk kívül sok segítséget adott a Wien-Hofburg Klub, és egy német rotarys, Heinrich Wamhoff professzor is, aki a Bonn-Rheinbrücke Klub tagja, Hans Dietrich Genscher akkori nyugat-német külügyminiszter klubtársa volt. Itthon különösen Dr. Sárközy Tamás igazságügyminiszter-helyettes segített eligazodni a hazai jogviszonyok útvesztőiben. 
1989. június 25-én Roys Abbey (RC Essendon, Victoria, Ausztrália), az akkori világelnök, aki Ausztráliából repült ide egyenesen, az alapító okiratot e szavakkal nyújtotta át: „Egy nagy álom valósággá vált.” („A great dream became reality”). Így az RC Budapest lett az egykori szovjet blokk elsőként újraalapított klubja.
Az RC Budapest újjáalakulását sorra követte az újabb klubok megalakítása Budapesten és a nagyobb városokban. Magyarországon 2000/2001-ben már 25 klub működött. A tisztségviselők évenkénti képzését osztrák rotarysok szervezték. Közben az 1910-es körzet létszáma is szépen gyarapodott: 110 klubban 4 170 rotarys tevékenykedett.
Carlo Ravizza (RC Milano, Olaszország) 1999/2000. évi világelnök a közép- és kelet-európai régió körzeteinek újraalakításához, a „különleges fejlesztési terület” ideiglenességének megszüntetésére 1999. november 6-8. között Budapesten, a Budapest Szállóban Rotary Workshopot rendezett valamennyi érintett terület képviselőjének részvételével. A háromnapos tanácskozás során a résztvevők és az érintettek többségének véleményével megegyezően a Rotary felső vezetése úgy határozott, hogy az 1910-es körzet úgy alakul újjá, hogy minden változatlan marad, és Bosznia-Hercegovina is a körzet része lesz - amennyiben a határozattal az érintett klubok többsége egyetért.
A közben eltelt években az osztrák alapító- és társklubokkal való jó együttműködés eredményeként a magyar rotarysok megismerték a szervezetet, egyre tudatosabbak lettek, és erőteljesen törekedtek az önigazgatásra.
Az 1910-es körzeten belül fokozatosan alakult ki a magyar alkörzet szervezeti és irányítási rendszere. A kormányzó munkáját 5 régióban 5 alkormányzó (assistant governor) segítette. Megalakultak a jószolgálati feladatok különböző szervezetei, mint a Rotary Foundation Bizottság, az Ifjúsági Szolgálat Bizottsága és a Nemzetközi Szolgálat Bizottsága.
A Rotary Alapítvány segítségével számos klub szervezett jelentősebb volumenű, közöttük ún. Matching Grant projekteket. Utóbbinak az a lényege, hogy több klub együttműködése esetén a projektre közösen összegyűjtött összeget a Rotary International bizonyos feltételekkel megduplázta.
Ezeken túlmenően évente tucatnyi magyar fiatal vett részt a Rotary Alapítvány ösztöndíjprogramjában, ami rövidebb-hosszabb távú külföldi tanulmányokhoz segítette a magyar fiatalokat. 
Az ifjúsági diákcsere programok évente mintegy 50 diák számára tették lehetővé az egyéves külföldi tanulást, és évente kb. 80 diák utazhatott nyári rövid utas programok keretein belül más országok kultúrájának megismerésére Európába és a tengerentúlra. A segítő és béketeremtő szándék országos méreteit jellemzi, hogy ifjúsági nyári táborban a balkáni háború után is egyidőben fogadtak a szervezők gyermekeket Szerbiából, Bosznia-Hercegovinából és Horvátországból.
2005-re az 1910-es körzet alaposan felduzzadt, a világ legnagyobb multinacionális körzetévé vált 5 országban 5 különböző nyelvvel. A 174 klubnak mintegy 5 800 tagja volt, a magyar klubok száma 40-re nőtt, mintegy 1 020 taggal. A teljes körzet, valamennyi régió, klub meglátogatása és irányítása a körzeti kormányzóknak hihetetlenül nagy volumenű feladatot jelentett. Ezért az önálló magyar körzet gondolatát elsőként Rudolf Otto és Engelbert Wenckheim kormányzók karolták fel 2004-ben. A klubok számát Magyarországon az akkori 34-ről 40-re kellett emelni. A szervezőmunka eredményeként 2006-ban megszületett a döntés a Rotary International részéről, hogy több mint 60 év után Magyarország másodízben is önálló kormányzóság legyen.

### Az önálló magyar Rotary megalakulása
2003. tavaszától 4 alkormányzó feladata a magyar Rotary vezetése. Primus: Dr. Déry Tibor (RC Dunakeszi), Nyugat: Dr. Illés Mária (RC Komárom), Kelet: Tóth Ferenc (RC Szolnok), Dél: Kovács András (RC Kecskemét)     
Megalakul az MRCSz 2004. január 23.-án Alapszabály és Szervezeti és Működési Szabályzattal együtt. Az MRCSZ első elnöke, Dr. Déry Tibor, primus  alkormányzó lett. A Magyarországi Rotary Clubok Szövetsége teremtette meg azt a jogi keretet, aminek segítségével a magyarországi klubok egységes szervezetben, de ugyanakkor önálló jogi személyként bejegyezve működhettek. Az MRCSZ adta meg a jogi keretét a későbbi önálló district bejegyzésének.
Feladatok:
- A Rotary Clubok alapítása (2002-től Békéscsaba, Győrújbarát, Orosháza,  Miskolc-Tapolca, Eger, Nyíregyháza, Tabán, Bp. Szt. Gellért 2004-ig)
- Klubok meglátogatása évenként
- Klubok rendezvényein való részvétel
- Önálló magyar District kialakításának előkészületei
- 100 éves jubileumi rendezvény megszervezése
- PETS SETS rendezvények hazai, magyar nyelvű rendezése
- 2005-ben az addigi alapító elnökök díszoklevéllel történő kitüntetése
- 2005. július 2. Módosított Alapszabály és SzMSz elfogadása, a mai okiratoknak 95-97%-ban megfelelő formában. (Dr. Kovács Ernő RC Budapest - Budavár)

A következő kormányzó a szintén bécsi, ám magyar gyökerekkel rendelkező Engelbert Wenckheim volt, aki az addigi osztrák kormányzókhoz képest hatalmas segítséggel támogatta a magyar Rotary-t. Ekkorra a magyar district már 40 klubot számolt több mint 1000 taggal. Ráadásul a körzet többi országában is beindult az új klubok alakulása, így már 164 klub jött létre, amit a kormányzó csak nagy nehézségek árán tudott éves tevékenysége alatt meglátogatni. Ezért is javasolta Engelbert az önálló Magyar District létrejöttét. Alapfeltétel volt a 40-42 klub és az 1200 fős tagság. Rotaristák összefogásával többé-kevésbé sikerült teljesíteni a kitűzött célt, azonban mint már korábban, más ügyekben, most is néhány klub korainak találta a különválást és éretlennek a magyar rotaristákat e lépés megtételére. Dr. Déry Tibor, az MRCSZ elnöke 2005. őszén átadta a staféta botot Kránitz Péternek (RC Budapest Margitsziget), Kránitz Péter a megkezdett úton tovább haladva sikerre vitte a közös munkát 2007. július 1-én megalakult az első önálló Magyar District 1911. megjelöléssel. Az önálló magyar körzet megalakulásakor (1911-es számú körzet), 2007. július 1-jén 42 klub és mintegy 1030 tag alkotta a Rotaryt Magyarországon. A 2006-ban Kovács Imre, RC Budapest alapító tagja, lett Magyarország első Rotary-kormányzója. Megtisztelő, hogy a Deutscher Governorrat 2007-ben Magyarországot Ausztria (2 körzet) és Svájc (2 körzet) mellett állandó meghívottként, tanácskozási jogú tagjává választotta. Az alapító (charter) okiratot Dong Kurn Lee (RC Seoul, Korea) 2008/2009. évi világelnök nyújtotta át. Az önálló magyar körzet megalakulása óta eltelt idő alatt a magyar rotarysok bizonyították felkészültségüket és érettségüket, bármiféle zökkenő nélkül átálltak az önálló Rotary szervezeti létre. A klubok és a klubtagok száma gyarapodott: a klubok száma elérte az 53 -at, a Rotary-tagok száma 1 100 fő felett van.
Rotary International elnökök (Rotary-világelnökök) és magyar Rotary-kormányzók az önálló magyar körzet újjáalakulása óta:
| 2007/2008 | Wilfrid J. Wilkinson                      | Kovács Imre                    |
|           | RC Trenton, Kanada                        | RC Budapest                    |
| 2008/2009 | Dong Kurn Lee                             | Lakatos Jenő                   |
|           | RC Seoul, Korea                           | RC Szeged-Szent-Györgyi Albert |
| 2009/2010 | John Kenny                                | Cseri Miklós                   |
|           | RC Grangemouth, Skócia                    | RC Szentendre                  |
| 2010/2011 | Ray Klinginsmith                          | Kercsmár András                |
|           | RC Kirksville, Missouri, USA              | RC Budapest-Sasad              |
| 2011/2012 | Kalyan Banerjee                           | Balogh György                  |
|           | RC Vapi, Gujarat, India                   | RC Budapest-Budavár            |
| 2012/2013 | Sakuji Tanaka                             | Ungvári Zsigmond               |
|           | RC Yashio, Saitama, Japán                 | RC Mátészalka                  |
| 2013/2014 | Ron D. Burton                             | Sólyom Bódog                   |
|           | RC Norman, Oklahoma, USA                  | RC Szekszárd                   |
| 2014/2015 | Gary C. K. Huang                          | Lengyel Tamás                  |
|           | RC Taipei, Taiwan                         | RC Pécs                        |
| 2015/2016 | K.R. „Ravi” Ravindran                     | Csóka Imre                     |
|           | RC Colombo, Srí Lanka                     | RC Mosonmagyaróvár             |
| 2016/2017 | John F. Germ                              | Pénzes Ilona                   |
|           | RC Chattanooga, Tennessee, USA            | RC Nyíregyháza                 |
| 2017/2018 | Ian H.S. Riseley                          | Mészáros Zoltán                |
|           | RC Sandringham, Victoria, Australia       | RC Szentes-Csongrád            |
| 2018/2019 | Barry Rassin                              | Gondár György                  |
|           | RC East Nassau, New Providence, Bahamas   | RC Mosonmagyaróvár             |
| 2019/2020 | Mark Daniel Maloney                       | Kézdi László                   |
|           | RC Decatur, Alabama, USA                  | RC Budapest-Margitsziget       |
| 2020/2021 | Holger Knaack                             | Himer László                   |
|           | RC Herzogtum Lauenburg-Mölln, Germany     | RC Pécs                        |
| 2021/2022 | Shekhar Mehta                             | Németh László Frici            |
|           | RC Calcutta-Mahanagar, West Bengal, India | RC Kecskemét                   |
| 2022/2023 | Jennifer E. Jones                         | Dr. Réti László                |
|           | RC Windsor-Roseland, Ontario, Canada      | RC Budapest                    |
| 2023/2024 | Gordon R. McInally                        | Kovácsné Gila Erzsébet         |
|           | RC South Queensferry, Lothian, Scotland   | RC Szentes-Csongrád            |

## A Rotary-tagság
A Rotary nem egy titkos szervezet, ellenkezőleg, tevékenységét igyekszik a legnagyobb nyilvánosság mellett végezni. Tagjait fel lehet ismerni az általuk viselt Rotary-jelvényről, amely olykor utal a Rotaryban betöltött tisztségükre is. Szociális projektjei, rendezvényei nyilvánosak a lakóhelyi közösség számára, a klubok minden tevékenysége a nyilvánosság előtt zajlik.
A Rotary nem egy tetszés szerinti egyesület, hanem az idő próbáját kiállt, közeli barátok klubhálózataként működő, azonos elveket és értékeket valló emberek nagy világközössége. A Rotary ebben különbözik minden más szervezettől a környezetünkben, és ez határozza meg az értékét az egyén számára.
A Rotary nem mozgalom, nem lehet „csak úgy” belépni: tag csak az lehet, akit meghívnak a klubba, és taggá válásához elnyeri két rotarys klubtag ajánlását. Ezután a klub vezetősége, illetve a klubtagok titkos szavazással döntenek a jelölt tagságáról. 
A rotarysok általában olyan, köztiszteletben álló embereket igyekeznek ajánlani klubtársaik számára, akik munkájukkal, gondolkodásukkal, személyiségükkel megfelelőnek látszanak arra, hogy a Rotary magas erkölcsi követelményeinek megfeleljenek. 
A Rotary nem szakmai szervezet: a klubok számára előírás, hogy tagjaik ne egy szakterület képviselői legyenek, hanem minél színesebb legyen egy-egy klub tagjainak foglalkozási összetétele, indirekt módon segítve ezzel a különböző üzleti és szakmai körök találkozását. 
Minden Rotary klub önálló, de a Rotary Internationalbe történt felvétele után a Rotary világszervezet része lesz, és arra kötelezi magát, hogy követi a Rotary céljait, betartja a szabályait.
Minden klub egyedileg dönti el, hogy kit vesz fel tagjai közé, kit választ elnöknek, klubtisztségviselőnek a tagjai közül, milyen szociális projekteket indít vagy támogat. A tagok pedig egyénileg döntenek arról, hogy egy-egy projektben mennyi és milyen munkát vállalnak. 
Örök igazság, hogy a hagyományok, a rítusok ismerete, tisztelete, betartása és gyakorlása borzasztóan fontos minden szervezetben. Így van ez a Rotaryban is. A klubtagok hetente találkoznak klubülésen, ezt nagyon komolyan veszi a szervezet. A Rotary-tagok számára az ülések kétharmadán kötelező a jelenlét, különben megszűnik a Rotary-tagságuk. A kötelező jelenléti arány teljesítését segíti, hogy a tagok vidéki vagy külföldi elfoglaltságuk során látogathatják az ottani klubok ülését. 
Korhatár nincs, de a Rotary klubok tagsága jellemzően 30 év feletti, már egzisztenciával rendelkező, közösséget építő egyénekből áll.

## A magyar Rotary küldetése és jövőképe
Küldetés: „Barátságra alapozott önzetlen szolgálat a társadalmi szolidaritás elősegítése és a közösségek támogatása céljából.”
Jövőkép: „A magyar Rotary mind belső, mind tágabb környezetében egy ismert és elismert, példamutatóan működő szervezetként tevékenykedik. Kultúrájában meghatározó a barátság, az egymás iránti tisztelet és tolerancia. Határozott társadalmi felelősségvállalással és vonzerővel rendelkezik, ami elősegíti a létszámban való megerősödést és a további fejlődést.”
A magyarországi Rotary Klubok régiónként (alkormányzóságonként):
Budapest  1.
- RC Budapest-Center
- RC Budapest-Sasad
- RC Budapest-Ferihegy
- RC Budapest-Margitsziget
- RC Budapest-Tabán

Budapest 2.
- RC Budapest Archiválva 2015. július 15-i dátummal a Wayback Machine-ben
- RC Budapest-Duna
- RC Budapest-City
- RC Budapest-Szent-Gellér
- RC Budapest-Szent-Imre
- RC Budapest-Budavár

Dél-Alföld
- RC Hódmezővásárhely Archiválva 2019. január 21-i dátummal a Wayback Machine-ben
- RC Mórahalom
- RC Orosháza
- RC Szeged-Szent-Györgyi Albert
- RC Szeged-Dóm
- RC Szeged-Tisza
- RC Szentes-Csongrád

Közép-Alföld
- RC Kiskunhalas
- RC Kecskemét
- RC Dunaharaszti
- RC Danubia-Csólyospálos Archiválva 2017. október 23-i dátummal a Wayback Machine-ben
- RC Dunakeszi

Dél-Dunántúl
- RC Baja
- RC Kaposvár
- RC Kozármisleny
- RC Pécs
- RC Szekszárd

Észak-Magyarország
- RC Eger
- RC Miskolc Archiválva 2015. július 15-i dátummal a Wayback Machine-ben
- RC Miskolc-Tapolca Archiválva 2015. július 15-i dátummal a Wayback Machine-ben
- RC Sátoraljaújhely
- RC Miskolci Angyalok

Észak-Alföld
- RC Debrecen
- RC Kisvárda Archiválva 2015. július 15-i dátummal a Wayback Machine-ben
- RC Mátészalka
- RC Nyíregyháza
- RC Szolnok
- RC Szolnok-Tisza

Nyugat-Dunántúl
- RC Győr
- RC Győr-Rába
- RC Győrújbarát
- RC Mosonmagyaróvár
- RC Sopron
- RC Sopron-Pannonia
- RC Szombathely
- RC Veszprém
- RC Balatonfüred-Veszprém

Közép-Dunántúl, Közép-Magyarország
- RC Komárom
- RC Szentendre
- RC Tatabánya
- RC Vác
- RC Göd

## A Rotary és az új nemzedékek
Az 1960-as években a Rotary két programot indított abból a célból, hogy segítse a fiatalokat abban, hogy egyre inkább jószolgálat-orientáltabbá váljanak. 
Az Interact 1962-ben indult jószolgálati és szociális klubok nemzetközi szervezeteként, 12-18 éves fiatalok számára azért, hogy előmozdítsa a nemzetek közötti egyetértést és a békét. 
Az 1968-ban alapított Rotaract tulajdonképpen a Rotary ifjúsági tagozata, olyan, 17-30 év közötti fiatalok csoportja, akik szabadidejükben azon fáradoznak, hogy hasznos tagjai legyenek a helyi közösségnek, segítséget nyújtsanak a rászorulóknak, és mindemellett jobban megismerjék világunkat.
1971-ben a Rotary International elindította a Rotary Ifjúsági Vezetőképző programot (RYLA – Rotary Youth Leadership Awards), amely olyan tanfolyamokat és képzéseket támogat, amelyek fejlesztik a 14 és 30 év közötti fiatalok vezetői képességeit, és elősegítik vezetővé válásukat.

### Interact
Az Interact a középiskolások Rotaryja. Az Interact 1962-ben indult a jószolgálati és szociális klubok nemzetközi szervezeteként, a 12 és 18 év közötti fiatalok részére azért, hogy előmozdítsa a nemzetek közötti egyetértést és a békét. A világon létező több mint 17 000 Interact Klub mindegyikét egy-egy Rotary Klub szervezi, támogatja és felügyeli, illetve látja el tanácsokkal és ötletekkel. Maguk az ifjúsági klubok azonban önállóak, és világszerte megadják a közel 400 000 tagjuknak azt a lehetőséget, hogy csiszolják vezetői erényeiket, és megtanulják a csapatmunka értékét.
Az Interact az angol international (nemzetközi) és action (cselekvés) szavak összevonása. Nemzetközi, mert klubjai a világ mintegy 100 országában és földrajzi régiójában működnek olyan projektekkel, amelyek gyakran túllépik e földrajzi és politikai határokat. A cselekvés azért része az elnevezésének, mert az Interact tagjai olyan fiatalok, akik a tevékenységükkel elő szeretnék segíteni a problémák megoldását, javítani akarják az életminőséget, és újabb barátokra kívánnak szert tenni – mind saját közösségükön belül, mind pedig a nagyvilágban.
Minden Interact Klub évente legalább két nagy szociális projektet valósít meg. Az egyik a helyi iskolát vagy közösséget szolgálja, a másik pedig a nemzetközi közeledést. 
Az interactosok a saját közösségeiken belüli projektjeik megvalósítására kreatív ötleteikkel gyűjtenek pénzt, ill. olyan projekteket terveznek, amelyek személyes közreműködést igényelnek – mint például egy idős ember házának kifestése, egy sportpálya kitakarítása, az eszközök megjavítása és festése, kertészkedés, bébiszitter-szolgálat vagy egyéb napi házimunka a rászoruló személyek számára.
Az Interact minden nemzetközi erőfeszítésének közös célja a tolerancia új hídjait építeni az emberek közé.
Ez a korosztály kapja a legnagyobb segítséget a Rotarytól, mert ez a korosztály a közösségi önszerveződés szempontjából nagyon fontos. Az önálló életvezetés igénye ebben a korosztályban a legerősebb, ehhez használható mintát kell mutatni a számukra.
Jelenleg nyolc aktív Interact Klub tevékenykedik Magyarországon:
- Interact Club Kecskemét
- Interact Club Kiskunhalas
- Interact Club Eger
- Interact Club Kisvárda
- Interact Club Szeged
- Interact Club Szentes-Csongrád
- Interact Club Mátészalka
- Interact Club Sopron
- Interact Club Debrecen

### Rotaract
A Rotaract a Rotary ifjúsági tagozata. Olyan, 17-30 év közötti fiatalok csoportja, akik szabadidejükben azon fáradoznak, hogy hasznos tagjai legyenek a helyi közösségnek, segítséget nyújtsanak a rászorulóknak, és mindemellett jobban megismerjék világunkat.
A Rotaract a Rotary és az angol action (cselekvés) szavak összevonása. A világon mintegy 7 400 Rotaract Klubban közel 170 000 fiatal tevékenykedik.
A Rotaract Klubok általában helyi közösségi vagy egyetemi/főiskolai alapokon szerveződnek, és egy helyi Rotary Klub felügyeli, támogatja a működésüket. A Rotaract éppúgy, mint a Rotary, mentes minden politikától és kirekesztéstől. A Rotaract kulcsfontosságú tagja a Rotary-családnak (Rotary, Rotaract, Interact, RYLA-résztvevők, Rotary Alapítvány-ösztöndíjasok és önkéntesek).
Ma Magyarországon 13 klubnak összesen kb. 150 tagja van. A klubélet megkerülhetetlen és fő elemét a rendszeres klubtalálkozók képezik. Ezeken előadásokat, kulturális programokat, társas eseményeket és szociális akciókat szerveznek a fiatalok számára.
Az aktív Rotaract klubok Magyarországon:
- RAC Budapest‐Budavár
- RAC Budapest‐Duna
- RAC Debrecen
- RAC Debrecen Főnix
- RAC Margitsziget
- RAC Nyíregyháza
- RAC Szeged
- RAC Szolnok
- RAC Tatabánya
- RAC Budapest-City- Sasad
- RAC Mosonmagyaróvár
- RAC Pécs
- RAC Sopron
- RAC Kecskemét
- RAC Szekszárd
- RAC Veszprém

### RYLA
A RYLA (Rotary Youth Leadership Award) a Rotary vezetőképzési programja fiatalok számára. A RYLA-programban résztvevők életkora 14-30 év, ezért a legtöbb klub meghatározott korosztályra (14-18, 19-24, 25-30) koncentrál a program során.
A RYLA-program lényege a vezetői képességek, az állampolgári tudat fejlesztése, a személyes fejlődés segítése. A programon keresztül a Rotary elkötelezettségét és megbecsülését fejezi ki a fiataloknak azzal, hogy hatékony képzési programot biztosít a leendő vezetőknek, bátorítva őket a többi fiatal vezetésére, és nyilvánosságot biztosítva azok számára, akik kiemelkedőek közösségük szolgálatában.

## A Rotaryhoz kötődő szervezetek

### Earlyact klubok
A Rotary eszmeiségének gyors terjedésével a társadalom különböző korcsoportjaiban egymás után alakultak a Rotaryhoz kötődő klubok.
A legfiatalabbak számára Angliában Kids Club, az Egyesült Államokban és Magyarországon EarlyAct Club néven alakultak klubok. Az EarlyAct az általános iskolák 6-14 éves diákjait célozza meg.
2010. május 8-án Amerikán kívül a világon elsőként Nyírmeggyesen és Mátészalkán alakult meg EarlyAct Klub. Az Arany János EarlyAct Klub a nyírmeggyesi Arany János Általános Iskola, a Kálvin János EarlyAct Klub a mátészalkai Kálvin János Református Iskola tanulóinak tagfelvételével és avatásával jött létre. 2012. május 9-én Európában harmadikként alakult meg egy újabb klub: a nyíregyházi Kazinczy Ferenc Tagintézmény egyik osztálya tett fogadalmat. Azóta két újabb klub alakult: Kisvárdán és Szegeden.
Az EarlyAct küldetése, hogy jóakaratot, megértést és békét hirdessen diáktagjai aktív részvételén keresztül, hogy elkötelezett állampolgárként hatásos példamutatással javíthassák az iskolájuk, a lakóhelyi közösségük életminőségét.
A Rotary Klubok által patronált klubokban megismertetik a diákokkal a Rotary lényegét, betekintést nyújtanak a Rotary által kínált lehetőségekbe, „keresztszülőként” programokkal, rendezvényekkel kedveskednek nekik.

### Inner Wheel klubok
Az első hivatalosan elfogadott Inner Wheel Klubot Margarette Golding üzletasszony, az RC Manchester egyik tagjának felesége alapította 1924-ben. Manchesterben 1923. november 15-én 27 rotarys felesége találkozott azzal a céllal, hogy a Rotary elveit valló, független női klubot hozzon létre a Rotary-klubtagok feleségeiből. A következő ülésüket 1924. január 10-én tartották, ami a klub hivatalos megalakulásának dátuma is egyben. Ez a születésnap 1970 óta általánosan elismert Inner Wheel-világnap lett.
Az alapító Margarette Goldingot választották meg az első elnöknek 1924. január 10-én, és W. A. Nixon asszony lett az első titkár. A harminc alapító tag hat alapvető szabályt fogadott el, amelyek közül a legelső az volt, hogy a klub neve legyen „Inner Wheel” („belső kerék”). El kell ismerni, hogy a névválasztásuk kitűnő volt, mert ezzel tiszteletben tartották a Rotary szó használatának elkerülését, ugyanakkor azonban a kapcsolatot is jelezték vele a férfiszervezet jelképére a Rotary-kerékre való hivatkozással.
Nemzetközi szervezetük, az International Inner Wheel 1967-ben alakult meg. A nemzetközi Inner Wheel első közgyűlését 1970-ben tartották Hágában. Mára a nők egyik legnagyobb világszervezetévé nőtte ki magát: 103 országban több mint százezer bejegyzett tagja van. Az Inner Wheel a barátság ápolására és a személyes szolgálatra koncentrál. Minden klub maga választja meg, milyen jótékonysági tevékenységet végez.
Az Inner Wheel olyan szervezet, amely elnevezésében is kifejezi kötődését a Rotaryhoz. Tagjai lehetnek a Rotary klubok tagjainak feleségei és közvetlen női hozzátartozói (édesanyák, anyósok, leányok, nővérek), valamint korábbi és jelenlegi női Rotary-tagok, és olyan, a Rotaryhoz nem kötődő hölgyek, akik az Inner Wheel alapeszmét sajátjukként elfogadják. 
Jelenleg Magyarországon három hivatalosan bejegyzett Inner Wheel klub működik:
- Első Magyar Inner Wheel Klub Budapest
- Inner Wheel Klub Kecskemét
- Wheel Klub Mátészalka[halott link]